# Rally di Germania 2019
Il Rally di Germania 2019, ufficialmente denominato 37. ADAC Rallye Deutschland, è stata la decima prova del campionato del mondo rally 2019 nonché la trentasettesima edizione del Rally di Germania e la diciassettesima con valenza mondiale. La manifestazione si è svolta dal 22 al 25 agosto sui ruvidi asfalti che attraversano le campagne della Germania occidentale.
L'evento è stato vinto dall'estone Ott Tänak, navigato dal connazionale Martin Järveoja, al volante di una Toyota Yaris WRC della squadra Toyota Gazoo Racing WRT, davanti alla coppia britannica composta da Kris Meeke e Sebastian Marshall, e a quella formata dai finlandesi Jari-Matti Latvala e Miikka Anttila, entrambi gli equipaggi compagni di squadra dei vincitori, a completare la tripletta Toyota sul podio.
I cechi Jan Kopecký e Pavel Dresler, su Škoda Fabia R5 Evo della squadra Škoda Motorsport, hanno invece conquistato la vittoria nella categoria WRC-2 Pro, mentre i tedeschi Fabian Kreim e Tobias Braun hanno vinto la classe WRC-2, anch'essi alla guida di una Škoda Fabia R5 Evo.

## Risultati

### Classifica
| Pos.      | Nº       | Pilota               | Co-pilota           | Auto                   | Squadra                 | Classe          | Tempo     | Distacco | Punti    |
| Generale  | Generale | Generale             | Generale            | Generale               | Generale                | Generale        | Generale  | Generale | Generale |
| --------- | -------- | -------------------- | ------------------- | ---------------------- | ----------------------- | --------------- | --------- | -------- | -------- |
| 1.        | 8        | Ott Tänak            | Martin Järveoja     | Toyota Yaris WRC       | Toyota Gazoo Racing WRT | WRC             | 3h15'29"8 |          | 25       |
| 2.        | 4        | Kris Meeke           | Sebastian Marshall  | Toyota Yaris WRC       | Toyota Gazoo Racing WRT | WRC             | 3h15'50"6 | +20"8    | 20       |
| 3.        | 10       | Jari-Matti Latvala   | Miikka Anttila      | Toyota Yaris WRC       | Toyota Gazoo Racing WRT | WRC             | 3h16'05"8 | +36"0    | 18       |
| 4.        | 11       | Thierry Neuville     | Nicolas Gilsoul     | Hyundai i20 Coupe WRC  | Hyundai Shell Mobis WRT | WRC             | 3h16'28"3 | +58"5    | 17       |
| 5.        | 6        | Dani Sordo           | Carlos del Barrio   | Hyundai i20 Coupe WRC  | Hyundai Shell Mobis WRT | WRC             | 3h16'46"4 | +1'16"6  | 10       |
| 6.        | 89       | Andreas Mikkelsen    | Anders Jæger        | Hyundai i20 Coupe WRC  | Hyundai Shell Mobis WRT | WRC             | 3h17'16"0 | +1'46"2  | 8        |
| 7.        | 1        | Sébastien Ogier      | Julien Ingrassia    | Citroën C3 WRC         | Citroën Total WRT       | WRC             | 3h17'26"1 | +1'56"3  | 7        |
| 8.        | 4        | Esapekka Lappi       | Janne Ferm          | Citroën C3 WRC         | Citroën Total WRT       | WRC             | 3h17'32"0 | +2'02"2  | 4        |
| 9.        | 44       | Gus Greensmith       | Elliott Edmondson   | Ford Fiesta WRC        | M-Sport Ford WRT        | WRC             | 3h21'52"0 | +6'22"2  | 2        |
| 10.       | 17       | Takamoto Katsuta     | Daniel Barritt      | Toyota Yaris WRC       | Tommi Mäkinen Racing    | WRC             | 3h23'49"0 | +8'19"2  | 1        |
| ...       | ...      | ...                  | ...                 | ...                    | ...                     | ...             | ...       | ...      | ...      |
| 29.       | 3        | Teemu Suninen        | Jarmo Lehtinen      | Ford Fiesta WRC        | M-Sport Ford WRT        | WRC             | 3h57'24"0 | +41'54"2 | 4        |
| WRC-2 Pro |          |                      |                     |                        |                         |                 |           |          |          |
| 1. (11.)  | 23       | Jan Kopecký          | Pavel Dresler       | Škoda Fabia R5 Evo     | Škoda Motorsport        | RC2 / WRC-2 Pro | 3h27'24"1 |          | 25       |
| 2. (15.)  | 24       | Eric Camilli         | Benjamin Veillas    | Ford Fiesta R5 MK2     | M-Sport Ford WRT        | RC2 / WRC-2 Pro | 3h28'43"2 | +1'19"1  | 18       |
| 3. (16.)  | 21       | Kalle Rovanperä      | Jonne Halttunen     | Škoda Fabia R5 Evo     | Škoda Motorsport        | RC2 / WRC-2 Pro | 3h30'18"1 | +2'54"0  | 15       |
| 4. (17.)  | 22       | Mads Østberg         | Torstein Eriksen    | Citroën C3 R5          | Citroën Total           | RC2 / WRC-2 Pro | 3h31'00"6 | +3'36"5  | 12       |
| WRC-2     |          |                      |                     |                        |                         |                 |           |          |          |
| 1. (12.)  | 55       | Fabian Kreim         | Tobias Braun        | Škoda Fabia R5 Evo     | -                       | RC2 / WRC-2     | 3h28'16"7 |          | 25       |
| 2. (13.)  | 54       | Marijan Griebel      | Pirmin Winklhofer   | Škoda Fabia R5 Evo     | -                       | RC2 / WRC-2     | 3h28'35"2 | +18"5    | 18       |
| 3. (14.)  | 43       | Kajetan Kajetanowicz | Maciej Szczepaniak  | Volkswagen Polo GTI R5 | -                       | RC2 / WRC-2     | 3h28'38"2 | +21"5    | 15       |
| 4. (19.)  | 48       | Simone Tempestini    | Sergiu Itu          | Hyundai i20 R5         | -                       | RC2 / WRC-2     | 3h33'03"9 | +4'47"2  | 12       |
| 5. (20.)  | 41       | Nikolaj Grjazin      | Jaroslav Fëdorov    | Škoda Fabia R5         | -                       | RC2 / WRC-2     | 3h33'11"4 | +4'54"7  | 10       |
| 6. (21.)  | 56       | Marijan Griebel      | Pirmin Winklhofer   | Hyundai i20 R5         | -                       | RC2 / WRC-2     | 3h34'12"0 | +5'55"3  | 8        |
| 7. (22.)  | 46       | Rhys Yates           | James Morgan        | Škoda Fabia R5         | -                       | RC2 / WRC-2     | 3h34'14"2 | +5'57"5  | 6        |
| 8. (23.)  | 47       | Adrien Fourmaux      | Renaud Jamoul       | Ford Fiesta R5         | -                       | RC2 / WRC-2     | 3h36'15"6 | +7'58"9  | 4        |
| 9. (26.)  | 52       | "Pedro"              | Emanuele Baldaccini | Ford Fiesta R5 MK2     | -                       | RC2 / WRC-2     | 3h48'14"6 | +19'57"9 | 2        |
| 10. (35.) | 49       | Guillaume de Mevius  | Martijn Wydaeghe    | Citroën C3 R5          | -                       | RC2 / WRC-2     | 4h12'44"7 | +44'28"0 | 1        |

Legenda
| Icona     | Note                                                                                 |
| --------- | ------------------------------------------------------------------------------------ |
| WRC       | Equipaggio di classe WRC che può conquistare punti per il campionato costruttori     |
| WRC       | Equipaggio di classe WRC che non può conquistare punti per il campionato costruttori |
| WRC-2 Pro | Equipaggio registrato al campionato WRC-2 Pro                                        |
| WRC-2     | Equipaggio registrato al campionato WRC-2                                            |
| JWRC      | Equipaggio registrato al campionato Junior WRC                                       |
|           | Ulteriori classificazioni                                                            |

### Prove speciali
| Frazione            | Prova | Ora   | Nome                     | Lunghezza | Vincitori                         | Tempo   | Leader del rally                 |
| ------------------- | ----- | ----- | ------------------------ | --------- | --------------------------------- | ------- | -------------------------------- |
| Frazione 1 (22 Ago) | PS1   | 19:13 | SSS St. Wendeler Land    | 5,20 km   | Ott Tänak Martin Järveoja         | 2'39"4  | Ott Tänak Martin Järveoja        |
| Frazione 2 (23 Ago) | PS2   | 10:14 | Stein und Wein 1         | 19,44 km  | Thierry Neuville Nicolas Gilsoul  | 10'40"4 | Thierry Neuville Nicolas Gilsoul |
| Frazione 2 (23 Ago) | PS3   | 11:08 | Mittelmosel 1            | 22,00 km  | Ott Tänak Martin Järveoja         | 12'26"4 | Ott Tänak Martin Järveoja        |
| Frazione 2 (23 Ago) | PS4   | 12:46 | Wadern-Weiskirchen 1     | 9,27 km   | Ott Tänak Martin Järveoja         | 5'03"6  | Ott Tänak Martin Järveoja        |
| Frazione 2 (23 Ago) | PS5   | 15:45 | Stein und Wein 2         | 19,44 km  | Thierry Neuville Nicolas Gilsoul  | 10'46"0 | Ott Tänak Martin Järveoja        |
| Frazione 2 (23 Ago) | PS6   | 16:39 | Mittelmosel 2            | 22,00 km  | Ott Tänak Martin Järveoja         | 12'28"0 | Ott Tänak Martin Järveoja        |
| Frazione 2 (23 Ago) | PS7   | 18:17 | Wadern-Weiskirchen 2     | 9,27 km   | Ott Tänak Martin Järveoja         | 5'05"3  | Ott Tänak Martin Järveoja        |
| Frazione 3 (24 Ago) | PS8   | 08:12 | Freisen 1                | 14,78 km  | Dani Sordo Carlos del Barrio      | 8'28"0  | Ott Tänak Martin Järveoja        |
| Frazione 3 (24 Ago) | PS9   | 09:15 | Römerstraße 1            | 12,28 km  | Ott Tänak Martin Järveoja         | 5'57"4  | Ott Tänak Martin Järveoja        |
| Frazione 3 (24 Ago) | PS10  | 11:07 | Freisen 2                | 14,78 km  | Thierry Neuville Nicolas Gilsoul  | 8'31"7  | Ott Tänak Martin Järveoja        |
| Frazione 3 (24 Ago) | PS11  | 12:10 | Römerstraße 2            | 12,28 km  | Thierry Neuville Nicolas Gilsoul  | 5'59"9  | Ott Tänak Martin Järveoja        |
| Frazione 3 (24 Ago) | PS12  | 15:08 | Arena Panzerplatte 1     | 10,73 km  | Ott Tänak Martin Järveoja         | 6'05"8  | Ott Tänak Martin Järveoja        |
| Frazione 3 (24 Ago) | PS13  | 15:46 | Panzerplatte 1           | 41,17 km  | Ott Tänak Martin Järveoja         | 23'27"2 | Ott Tänak Martin Järveoja        |
| Frazione 3 (24 Ago) | PS14  | 18:55 | Arena Panzerplatte 2     | 10,73 km  | Jari-Matti Latvala Miikka Anttila | 6'04"3  | Ott Tänak Martin Järveoja        |
| Frazione 3 (24 Ago) | PS15  | 19:33 | Panzerplatte 1           | 41,17 km  | Kris Meeke Sebastian Marshall     | 23'17"6 | Ott Tänak Martin Järveoja        |
| Frazione 4 (25 Ago) | PS16  | 07:46 | Grafschaft 1             | 28:06 km  | Thierry Neuville Nicolas Gilsoul  | 16'16"2 | Ott Tänak Martin Järveoja        |
| Frazione 4 (25 Ago) | PS17  | 09:41 | Dhrontal 1               | 11,69 km  | Jari-Matti Latvala Miikka Anttila | 7'35"1  | Ott Tänak Martin Järveoja        |
| Frazione 4 (25 Ago) | PS18  | 10:10 | Grafschaft 2             | 28:06 km  | Thierry Neuville Nicolas Gilsoul  | 16'08"8 | Ott Tänak Martin Järveoja        |
| Frazione 4 (25 Ago) | PS19  | 12:18 | Dhrontal 2 (power stage) | 11,12 km  | Ott Tänak Martin Järveoja         | 7'30"2  | Ott Tänak Martin Järveoja        |

### Power stage
PS19: Dhrontal 2 di 11,69 km, disputatasi domenica 25 agosto 2019 alle ore 12:18 (UTC+2).
| Pos. | No. | Pilota             | Co-pilota          | Auto                  | Classe | Tempo  | Distacco | Punti |
| ---- | --- | ------------------ | ------------------ | --------------------- | ------ | ------ | -------- | ----- |
| 1    | 11  | Thierry Neuville   | Nicolas Gilsoul    | Hyundai i20 Coupe WRC | WRC    | 7'30"2 |          | 5     |
| 2    | 3   | Teemu Suninen      | Jarmo Lehtinen     | Ford Fiesta WRC       | WRC    | 7'31"5 | +1"3     | 4     |
| 3    | 10  | Jari-Matti Latvala | Miikka Anttila     | Toyota Yaris WRC      | WRC    | 7'32"7 | +2"5     | 3     |
| 4    | 5   | Kris Meeke         | Sebastian Marshall | Toyota Yaris WRC      | WRC    | 7'33"1 | +2"9     | 2     |
| 5    | 1   | Sébastien Ogier    | Julien Ingrassia   | Citroën C3 WRC        | WRC    | 7'33"4 | +3"2     | 1     |

## Classifiche mondiali
Classifica piloti
| Pos. | Pos. | Pilota                  | Punti |
| ---- | ---- | ----------------------- | ----- |
| 1    |      | Ott Tänak               | 205   |
| 3    | 1    | Thierry Neuville        | 172   |
| 3    | 1    | Sébastien Ogier         | 165   |
| 4    | 3    | Kris Meeke              | 80    |
| 5    |      | Andreas Mikkelsen       | 79    |
| 6    | 2    | Elfyn Evans             | 78    |
| 7    | 2    | Jari-Matti Latvala      | 74    |
| 8    | 2    | Teemu Suninen           | 70    |
| 9    | 1    | Dani Sordo              | 62    |
| 10   | 2    | Esapekka Lappi          | 62    |
| 11   |      | Sébastien Loeb          | 39    |
| 12   |      | Kalle Rovanperä         | 16    |
| 13   |      | Benito Guerra           | 8     |
| 14   |      | Gus Greensmith          | 8     |
| 15   |      | Marco Bulacia Wilkinson | 6     |
| 16   |      | Craig Breen             | 6     |
| 17   |      | Jan Kopecký             | 5     |
| 18   |      | Pontus Tidemand         | 4     |
| 19   |      | Yoann Bonato            | 4     |
| 20   |      | Mads Østberg            | 4     |
| 21   |      | Pierre-Louis Loubet     | 2     |
| 22   |      | Ole Christian Veiby     | 2     |
| 23   |      | Stéphane Sarrazin       | 2     |
| 24   |      | Nikolaj Grjazin         | 1     |
| 25   | N    | Takamoto Katsuta        | 1     |
| 26   | 1    | Emil Bergkvist          | 1     |
| 27   |      | Adrien Fourmaux         | 1     |
| 28   | 2    | Pedro Heller            | 1     |
| 29   | 1    | Janne Tuohino           | 1     |
| 29   | 1    | Ricardo Triviño         | 1     |

Classifica co-piloti
| Pos. | Pos. | Co-pilota              | Punti |
| ---- | ---- | ---------------------- | ----- |
| 1    |      | Martin Järveoja        | 205   |
| 2    | 1    | Nicolas Gilsoul        | 172   |
| 3    | 1    | Julien Ingrassia       | 165   |
| 4    | 2    | Sebastian Marshall     | 80    |
| 5    |      | Anders Jæger           | 79    |
| 6    | 2    | Scott Martin           | 78    |
| 7    | 1    | Miikka Anttila         | 74    |
| 8    | 1    | Carlos del Barrio      | 62    |
| 9    | 2    | Janne Ferm             | 62    |
| 10   |      | Marko Salminen         | 44    |
| 11   |      | Daniel Elena           | 39    |
| 12   |      | Jarmo Lehtinen         | 26    |
| 13   |      | Jonne Halttunen        | 16    |
| 14   |      | Jaime Zapata           | 8     |
| 15   |      | Elliott Edmondson      | 8     |
| 16   |      | Fabian Cretu           | 6     |
| 17   |      | Paul Nagle             | 6     |
| 18   |      | Pavel Dresler          | 5     |
| 19   |      | Ola Fløene             | 4     |
| 20   |      | Benjamin Boulloud      | 4     |
| 21   |      | Torstein Eriksen       | 4     |
| 22   |      | Vincent Landais        | 2     |
| 23   |      | Jonas Andersson        | 2     |
| 24   |      | Jacques-Julien Renucci | 2     |
| 25   |      | Marc Martí             | 2     |
| 26   |      | Jaroslav Fëdorov       | 1     |
| 27   | N    | Daniel Barritt         | 1     |
| 28   | 1    | Patrik Barth           | 1     |
| 29   | 1    | Renaud Jamoul          | 1     |
| 30   | 1    | Mikko Markkula         | 1     |

Classifica costruttori WRC
| Pos. | Pos. | Squadra                 | Punti |
| ---- | ---- | ----------------------- | ----- |
| 1    |      | Hyundai Shell Mobis WRT | 289   |
| 2    |      | Toyota Gazoo Racing WRT | 281   |
| 3    |      | Citroën Total WRT       | 216   |
| 4    |      | M-Sport Ford WRT        | 168   |